# Plage du Tremblet
La plage du Tremblet est une plage de sable noir de l'île de La Réunion, département d'outre-mer français dans le sud-ouest de l'océan Indien. D'une longueur d'environ 280 mètres, elle est située au sud de la pointe du Tremblet sur le territoire de la commune de Saint-Philippe, au sud-est de l'île. Elle a été formée courant 2007 à l'occasion d'une éruption de son volcan actif, le Piton de la Fournaise, après que la coulée de lave émise pendant cette éruption a atteint la côte jusqu'alors rocheuse. Elle accueille depuis lors les visites régulières d'un éléphant de mer solitaire que les habitants ont appelé Alan.